# 渥太华条约
渥太華条約，正式名称为关于禁止使用、储存、生产和转让杀伤人员地雷及销毁此种地雷的公约，旨在消除反步兵地雷。截至2022年8月，已有164个国家批准或加入条约。一些军事大国是地雷制造商，但不是条约的缔约国。包括美国、中国和俄罗斯。其它非签署国有印度和巴基斯坦。

## 年表

#### 1939年
地雷在第二次世界大战中首次被广泛使用。

#### 1977年
在《日内瓦公约》谈判期间，对其中一项条款进行了修订，禁止在战争期间使用具有滥杀滥伤效果的武器攻击平民。

#### 1980年
联合国日内瓦会议通过了《禁止或限制使用某些可被认为具有过分伤害力或滥杀滥伤作用的常规武器公约》。在三项议定书中，“关于禁止或限制使用地雷、诱杀装置和其他装置的议定书”（第二议定书）对使用反步兵地雷进行了一些限制。

#### 1991年
六个支持禁止地雷的非政府组织开始建立国际反地雷组织，并于第二年成立。

#### 1992年
国际反地雷组织指导委员会呼吁国际禁止使用、生产、储存和销售、转让或出口反步兵地雷。

#### 1993年
2月9日：法国正式向联合国秘书长提出请求，根据《特定常规武器公约》第8条召开一次审查会议，以加强《公约》中关于使用反步兵地雷的规定。第一届国际非政府组织地雷问题会议在伦敦举行，由国际反地雷组织举行。美国国务院发布了《隐藏的杀手：未清除地雷的全球问题》报告，国际禁止地雷运动发布了《地雷：致命的遗产》研究报告。
12月16日：联合国大会通过第48/79号决议，正式欢迎召开《特定常规武器公约》审查会议的请求，鼓励设立一个政府专家组筹备这次会议，并呼吁尽可能多的国家出席（执行部分第5至7段）。

#### 1994年
2月24日：红十字国际委员会主席科内利奥·索马鲁加宣布，从人道主义的观点来看，“全球禁止反步兵地雷是解决这一问题的唯一有效办法”。随后，联合国难民署、联合国儿童基金会和秘书长本人等联合国机构呼吁全面禁止反步兵地雷。
7月10日：七国集团在那不勒斯举行的会议上，优先处理反步兵地雷问题。
9月：在联合国大会上，美国总统比尔·克林顿呼吁“最终消除”反步兵地雷。

### 早期行动和公约草案

#### 1994年
1994年3月15日起各国自行暂停销售地雷。

#### 1995年
比利时通过了第一项禁止反步兵地雷的国家法律。
5月12日：欧洲联盟理事会通过了一项关于反步兵地雷的决议，包括暂停出口反步兵地雷。改进《特定常规武器公约》第二号议定书所载对使用反步兵地雷的法律限制被证明是一项艰巨的任务。由于难以达成共识，政府专家组需要举行四次会议，为本公约审议大会奠定基础。
9月25日至10月13日：1980年《特定常规武器公约》第一次审查会议在维也纳举行。重点是第二议定书，因为它是关于使用反步兵地雷的权威国际条约，即使提出了许多改进建议，但最后并没有达成共识。
12月12日：联合国大会通过了“暂停出口反步兵地雷”的第50/70号决议，敦促各国在《特定常规武器公约》审查会议重新召开时暂停出口，并达成共识。

#### 1996年
1月15日至19日：《特定常规武器公约》审查会议在日内瓦恢复工作，但未能就改进第二号议定书的目标达成共识。
4月：奥地利出席《特定常规武器公约》审查会议的代表维尔纳·埃利希对本次会议在全面禁止方面缺乏进展感到沮丧，因此非正式地提出“渥太华公约”的初稿。该稿已经规定全面禁止使用、生产、转让和储存反步兵地雷，并要求在生效后一年内销毁库存，在五年内清除遗留的反步兵地雷。
1996年4月22日至5月3日：《特定常规武器公约》审查会议在日内瓦恢复工作。
4月28日：在支持全面禁止的国家和相关非政府组织的一次会议上，提交人介绍了条约的第一份文件，该项目被视为“实现的可能性很小”，因此甚至没有讨论。

#### 1997年
1月10日：奥地利通过了第一项全面、永久全面禁止反步兵地雷的法律。它超越了比利时早期的法律，该法律的有效期5年，并且不禁止储存反步兵地雷，允许在紧急情况下使用反步兵地雷。

### 对公约的威胁
1996年渥太华会议认可的条约项目面临的一个主要威胁是被淡化的危险。
其中一个例子是，加拿大试图通过提出一种新方法来赢得反对全面禁止反步兵地雷的国家，特别是美国的支持：用一个新的文本取代条约草案，该文本由一个一般性内容的公约和四个附加议定书组成，每个议定书都涉及一项主要禁令：生产、储存、转让和使用反步兵地雷。这种方法将允许更多的国家加入条约，但代价是允许缔约国只选择符合其要求的禁令。这一概念只会保留全面禁止条约的外观，有可能造成不同法律情况的混乱局面，可能会无限期推迟全面禁止反步兵地雷。这一提议并没有实现，因为遭到了美国拒绝，美国认为可以将反步兵地雷引入裁军谈判会议，并且反步兵地雷将受到统一的约束。

### 阻止全面实施条约
出于军事需求而反对全面禁止反步兵地雷的国家可能会阻止全面禁止反步兵地雷的谈判，特别是奥地利提出的独立裁军谈判。
可能实现这一目标的有效方法是坚持在联合国裁军谈判的框架内举行相关谈判。问题是，裁军谈判在多年前就已陷入停顿，因为联合国会员国关于反步兵地雷的利益存在根本分歧，也因为协商一致规则赋予每个成员国拥有否决权。

### 进一步发展

#### 1997年
美国宣布将寻求在日内瓦裁军谈判会议的框架内，就一项禁止使用、生产、储存和转让反步兵地雷的国际军控条约展开谈判。
1月30日：在裁军谈判会议上，英国提议设立一个禁止反步兵地雷特设委员会，但未获接受。后来，匈牙利和日本在裁谈会上也进行了其它尝试，但最后没有成功。
12月3日至4日：渥太华会议召开。根据条约第15条，《公约》在渥太华举行的正式条约签署会议上开放供签署。共有150个国家出席了会议，121个国家政府在会议上签署了条约（肯尼亚（第122号）于12月5日签署）。加拿大总理让·克雷蒂安将这一成就描述为“在国际裁军或国际人道主义法中没有先例或先例”。最后一份会议文件，即67页的“排雷行动方案”，详细说明了“在五年内为排雷工作认捐5亿多美元”。
12月9日：联合国大会以142票通过第52/38号决议，a“关于禁止使用、储存、生产和转让杀伤人员地雷及销毁此种地雷的条约”，除其他外，欢迎9月18日在奥斯陆完成条约的谈判，邀请“所有国家签署条约”（执行部分第1段），并敦促“所有国家在签署条约。乔迪·威廉姆斯和国际反地雷组织获得诺贝尔和平奖。

#### 1998年
渥太华条约已获得第40个国家批准，将于明年生效。国际反地雷组织发起了地雷监测倡议，以核查条约的遵守情况。

#### 1999年
渥太华条约于1999年3月1日正式生效。

#### 2003年
所有拥有反步兵地雷的条约缔约国都遵守了销毁反步兵地雷的时间期限。

#### 2014年
巴拉克·奥巴马总统称美国基本接受了该条约，停止生产反步兵地雷并禁止在朝鲜半岛以外地区使用。

#### 2020年
唐纳德·特朗普总统改变了前总统奥巴马的政策，恢复了乔治·W·布什政府在反步兵地雷问题上的立场，授权军队使用“先进且非持久性的反步兵地雷”。

#### 2022年
美国总统乔·拜登推翻了前总统特朗普的政策，继续宣布裁军并表示美国不会生产或使用反步兵地雷，不会支持其他国家使用反步兵地雷，并承诺销毁拥有的反步兵地雷（朝鲜半岛除外）。

#### 2024年
拜登改变了部分有关反步兵地雷问题的立场，同意向乌克兰提供反步兵地雷，用于对抗俄罗斯的侵略。

#### 2025年
立陶宛、波蘭、拉脫維亞和愛沙尼亞宣布有意退出《渥太華公約》（反人員地雷條約）。
7月15日，乌克兰暂时退出《渥太华公约》。

## 实施

### 条约内容
除了停止生产和发展反步兵地雷外，条约的缔约国还必须在四年内销毁反步兵地雷库存，但可能有缔约国会保留少量地雷用于训练或其它目的（排雷、探测等）。在批准该条约后的十年内，缔约国应清除所有雷区，这对许多国家来说是一项艰巨的任务，但在缔约国年度会议上，它们可能会要求延期和援助。该条约还呼吁缔约国向受地雷影响的国家和人民提供援助，以履行其条约义务。
条约仅对反步兵地雷有效，不包括混合地雷、反坦克地雷、M18A1闊刀地雷、防排装置（诡雷）和其它“静态”爆炸装置。

### 销毁反步兵地雷
自条约于1999年3月1日生效以来，缔约国已经销毁了4800多万枚库存地雷。159个国家已经完成了对本国反步兵地雷库存的销毁或宣布没有要销毁的地雷库存。

### 保留的反步兵地雷
条约第3条允许各国保留地雷，用于探雷、扫雷或销毁地雷的技术培训。72个国家采取了这一选择。其中，26个缔约国保留的地雷不到1,000枚。只有两个国家保留了10000多枚地雷：土耳其（15100枚）和孟加拉国（12500枚）。共有83个缔约国宣布不保留任何反步兵地雷，其中包括过去储存过反步兵地雷的27个国家。加拿大保留地雷用于训练，并继续在战斗中制造和使用“C19引爆武器”。后者不符合条约定义的反步兵地雷，因为它是由人操作引爆的，而不是由压力板触发的。

### 无地雷国家
截至2015年，已有29个国家清除了其领土上所有已知的雷区：阿尔巴尼亚、不丹、保加利亚、布隆迪、刚果共和国、哥斯达黎加、丹麦、吉布提、法国、冈比亚、德国、几内亚比绍、希腊、危地马拉、洪都拉斯、匈牙利、约旦、马拉维、莫桑比克、尼加拉瓜、尼日利亚、北马其顿、卢旺达、苏里南、斯威士兰、突尼斯、乌干达和委内瑞拉。萨尔瓦多在加入条约之前已经完成了扫雷工作。
在2009年11月至12月的卡塔赫纳无地雷世界峰会上，阿尔巴尼亚、希腊、卢旺达和赞比亚也被宣布为无地雷国家。2009年12月2日，卢旺达宣布完成地雷清除工作。在此之前，180名卢旺达士兵在地雷意识信托基金会的监督下，在肯尼亚接受排雷培训并展开为期三年的行动，以清除1990年至1994年间埋设的9000多枚地雷。军队清除了20个雷区共计1.3平方公里的土地。卡塔赫纳首脑会议的官方声明在卢旺达国防部于2009年11月29日宣布完成排雷工作之后发布。根据《渥太华条约》第5条，卢旺达被要求在2010年12月1日前清除全部地雷。
2010年6月18日，尼加拉瓜宣布清除全部地雷。
2011年又有两个国家清除全部地雷。2011年6月14日，尼泊尔被宣布为无地雷区，成为亚洲第二个无地雷国家。2011年12月，布隆迪宣布无地雷。
2012年12月5日，在缔约国第十二次会议上，六个国家宣布自己没有地雷。这些国家是刚果共和国、丹麦、冈比亚、几内亚比绍、约旦和乌干达。
2015年9月17日，莫桑比克在20多年来清除了近171,000枚地雷后，宣布清除地雷工作完成。
2020年，福克兰群岛的最后一枚地雷已被清除。

## 地雷和集束弹药监测
地雷和集束弹药监测机构是一项为禁雷运动和集束弹药联盟提供研究的倡议，并作为其事实上的监测制度。
作为国际禁雷运动于1998年通过人权观察组织成立的一项倡议，该监测组织对地雷、集束弹药和未爆炸弹药的人道主义发展和使用情况进行监测。它提供了关于地雷、集束弹药和战争遗留爆炸物问题各个方面的报告。它发布世界各国的年度报告更新，与专家保持国际网络，为所有媒体提供研究成果，并保持灵活性，使其报告适应任何变化。监测以其透明度赢得了尊重，根据相关条约，必须向各国提供独立报告。其主要受众不仅是政府、非政府组织和其他国际组织，还有媒体、学者和公众。

## 缔约国
渥太华条约于1997年12月3日在加拿大渥太华开放供签署时，已有122个国家签署。目前该条约有164个缔约国。32个国家尚未签署该条约，有一个国家已签署但尚未批准。尚未签署条约的国家包括联合国安理会常任理事国：中国、美国和俄罗斯。2014年，美国宣布将遵守该条约的条款，但在朝鲜半岛使用地雷除外。与朝鲜一样，韩国也没有签署条约，认为地雷对于保护本国领土免受朝鲜侵犯至关重要。

## 响应

### 支持
教皇方濟各将渥太华条约描述为公民社会能够创造联合国无法创造的有效条约”的一个例子。

### 关键国家
学者、安全官员和外交官的批评原因是基于国家政治立场。促进《渥太华条约》成立的运动由一群非政府组织所领导，他们没有在现有的多边框架内工作，包括联合国裁军谈判会议，而是创建了一个绕过现有国家政府和国际组织的特殊框架。批评者称，条约是对国家主权和公民安全的挑战。
批评者认为该条约是理想主义的，试图消除安全威胁的现实，安全威胁使军队用地雷来抵御入侵和恐怖袭击。因此，批准条约并不普遍，许多目前不打算批准条约的国家拥有大量反步兵地雷库存。到目前为止，有35个国家尚未签署条约；非签署国包括美国、俄罗斯、中国、缅甸、阿拉伯联合酋长国、古巴、埃及、印度、以色列和伊朗。
禁止反步兵地雷的反对者给出了几个理由，其中包括地雷是一种廉价且效费比高的区域拒止武器。反对者声称，如果使用得当，反步兵地雷是只伤害攻击者，与弹道导弹等远程武器不同，后者在用于先发制人的攻击时最为有效。此外，反对者声称，地雷的心理效应提高了攻击的门槛，从而降低了战争的风险。
《渥太华条约》并不涵盖所有类型的未爆弹药。例如，集束炸弹与地雷有相同的问题：未爆炸的小炸弹在冲突结束后很长一段时间内仍可能对平民构成危险。2008年起草了一项单独的《集束弹药公约》，该公约于2010年获得通过并生效。截至2022年2月，《集束弹药公约》共有110个缔约国。而理论上，地雷可以手动引爆。
反对者指出，《渥太华公约》对在拖拉机、校车等上杀害平民的反装甲地雷没有任何限制。美国认为，地雷的不人道性质不是因为它们是反步兵地雷还是反装甲地雷，而是因为它们的持续存在。美国单方面承诺永远不使用任何类型的长效地雷，无论反步兵地雷还是反装甲地雷，他们说这是一项比《渥太华公约》更全面的人道主义措施。美国所有的地雷现在都能在两天或更短的时间内自毁，在大多数情况下是四个小时。虽然自毁机制在65000多次随机测试中从未失败，但如果自毁失败，地雷将自动失效，因为其电池将在两周或更短时间内耗尽。相比之下，一些反装甲地雷在大约30年内仍然有效，但《渥太华公约》并不禁止。

#### 爱沙尼亚
在爱沙尼亚，由前国防部长安茨·拉纳茨领导的爱沙尼亚保守人民党议会20名议员于2022年10月提交了一项退出《渥太华条约》的法案。而爱沙尼亚国防部并不同意，发言人托马斯·梅尔声称，没有迹象表明爱沙尼亚需要重新引入反步兵地雷，该法案被爱沙尼亚国会否决。2024年11月19日，美国批准向乌克兰转让反步兵地雷，12月23日，芬兰再次讨论反步兵地雷问题，随后爱沙尼亚议会国防委员会也采取了同样的行动，提及与美国和芬兰的合作。爱沙尼亚国防部回应称，情况已经发生变化，并要求爱沙尼亚国防军就此事提供最新建议，同时强调爱沙尼亚可能退出条约。

#### 芬兰
在芬兰，民族联合党 (芬兰)和正统芬兰人党于2014年提议退出条约，而芬兰在两年前刚刚加入条约。这一立场得到了芬兰国防部2003年报告的支持，该报告将地雷视为对抗机械化入侵部队的有效武器。2018年初，国家联盟党的一名议员发起了一项公民倡议，要求退出《渥太华条约》。此外，芬兰国防部长朱西·尼尼斯托（修正运动党；分裂前为正统芬兰人党）一直支持退出该条约，称他“想把它撕成两半”。
自2022年俄罗斯入侵乌克兰以来，芬兰再次展开渥太华条约的辩论，2022年3月1日，芬兰国家联盟党主席彼得里·奥尔波和芬兰党主席丽卡·普拉认为加入条约是一个错误，他们希望退出该条约。芬兰总统绍利·尼尼斯托也评论说，“杀伤人员的地雷是有用的”，前国防部长古斯塔夫·哈格隆德认为加入该条约是“一个严重的错误”。2024年11月23日，新任国防部长根据俄罗斯入侵乌克兰的事态发展，推动重新考虑反步兵地雷政策，这再次引发了芬兰的辩论。中间党现在支持退出条约，最高人民党尚未做出决定，而左翼联盟倾向于留在条约中；其他政党的意见保持不变，与2022年初一样。

#### 立陶宛
2022年俄罗斯入侵乌克兰后，立陶宛开始重新审视其国防政策。2024年12月，根据俄罗斯对乌克兰战争的军事教训，即将离任的立陶宛国防部部长发起了关于退出《渥太华条约》的辩论。立陶宛政府认为，反步兵地雷是一种重要武器，俄罗斯既不是缔约国，也不太可能在与北约的冲突中不会使用此类弹药。

#### 乌克兰
俄羅斯入侵烏克蘭後，乌克兰表示，由于军事需要，它可能不得不退出条约，但美国总统乔·拜登于2024年11月19日批准了美国向乌克兰转让反步兵地雷，这引起了人权观察和大赦国际等人权组织的批评，而人权观察组织承认条约非缔约国俄罗斯在乌克兰广泛使用了反步兵地雷。最終烏克蘭於2025年7月15日暫時退出條約。

### 履行
排雷工作进展甚微。2011年，全世界散布的地雷数量比2004年以来的任何时候都多，地雷大多数分布在利比亚、叙利亚和缅甸等国家。
土耳其报告说，1957年至1998年期间，土耳其在叙利亚边境埋设了615,419枚反步兵地雷“以防止非法越境”。这些地雷正在杀死被困在边境或试图越过科巴尼的叙利亚人。根据条约，土耳其必须销毁所有反步兵地雷，但已错过最后期限。人权观察组织称，截至2014年11月18日，仍有2000多名平民被困在边境，因为土耳其拒绝汽车或牲畜入境，而一些难民不想丢下物品。
俄罗斯入侵乌克兰期间，乌克兰成为第一个违反条约的缔约国。在战争中，俄罗斯也使用了条约禁止的反步兵地雷，但俄罗斯尚未签署条约。

## 審議會議
- 第一次審議會議：2004年11月29日–12月3日，地點：肯尼亚内罗毕，主題：Nairobi Summit on a Mine Free World。[86]
- 第二次審議會議：2009年11月29日–12月4日，地點：哥伦比亚卡塔赫纳，主題：Cartagena Summit on a Mine-Free World。[87]
- 第三次審議會議：2014年6月23日–27日 ，地點：莫桑比克马普托，主題： Maputo Review Conference on a Mine-Free World。[88]
- 第四次審議會議：2019年11月25日–29日 ，地點：挪威奥斯陆，主題： Oslo Review Conference on a Mine-Free World。[89]

## 年度會議
- 第一屆會議於1999年5月在莫桑比克馬普托。[90]
- 第二屆會議於2000年9月在瑞士日內瓦。[91]
- 第三屆會議於2001年9月在尼加拉瓜馬那瓜。[92]
- 第四屆會議於2002年9月在瑞士日內瓦。[93]
- 第五屆會議於2003年9月在泰國曼谷。[94]
  - 第一次審議大會於2004年11月至12月在肯尼亚内罗毕。[86]
- 第六屆會議於2005年11月至12月在克羅地亞薩格勒布。[95]
- 第七届会议于2006年11月8日至14日在瑞士日内瓦。[96]
- 第八届会议于2007年9月在约旦死海。[97]
- 第九届会议于2008年11月在瑞士日内瓦。[98]
  - 第二次審議大會於2009年12月在哥伦比亚卡塔赫纳。[99][87]
- 第十届会议于2009年12月在哥伦比亚卡塔赫纳。[100][101]
- 第十一届会议于2010年11月至12月在瑞士日内瓦。[102][103]
- 第十二届会议于2011年11月至12月在柬埔寨金边。[104][105]
- 第十三届会议于2012年12月在瑞士日内瓦。[106][107]
  - 第三次審議大會於2014年6月在莫桑比克马普托。[108]
- 第十四届会议于2015年12月在瑞士日内瓦。[109]
- 第十五届会议于2016年12月在智利圣地亚哥。[110]

## 联合国大会年度决议
各国表示支持禁止反步兵地雷的一个经常性机会是对联合国大会呼吁普遍加入和全面执行《禁雷条约》的年度决议进行投票。例如，联合国大会第66/29号决议于2011年12月2日以162票赞成、0票反对、18票弃权获得通过。
自1997年联合国大会首次通过支持《禁雷条约》的决议以来，投票赞成的国家数量从1999年的139个到2010年的165个不等。弃权的国家数量从2002年和2003年的23个到2005年和2006年的17个不等。
在2011年12月2日投票支持第66/29号决议的19个非缔约国中，有9个国家对1997年以来的每一项《禁雷条约》决议都投了赞成票（亚美尼亚、巴林、芬兰、格鲁吉亚、阿曼、波兰、新加坡、斯里兰卡和阿拉伯联合酋长国）；10个先前一直弃权或缺席的国家现在投赞成票（阿塞拜疆、中国、哈萨克斯坦、吉尔吉斯斯坦、老挝、马绍尔群岛、密克罗尼西亚、蒙古、摩洛哥和汤加）。索马里现在是2011年决议的缔约国，但在前几年投了赞成票。
弃权支持该决议的国家数量从2002年和2003年的23个到2010年、2005年和2006年的17个不等。最关心《禁雷条约》安全影响的国家是自1997年以来连续投票反对决议的15个非缔约国：古巴、埃及、印度、伊朗、以色列、利比亚（自1998年）、缅甸、朝鲜（自2007年）、巴基斯坦、俄罗斯、韩国、叙利亚、乌兹别克斯坦（自1999年）、美国和越南（从1998年）。

## 条约制定过程中的关键人物

### 写信人和非政府组织
如果没有成千上万的全球公民在1997年条约制定和签署之前给当选官员写信的持续努力，《渥太华条约》是不可能实现的。就地雷问题动员起来的少数核心小组与包括教会、著名的儿童和妇女权利团体、裁军和发展团体在内的各种非政府组织密切合作，以产生协调一致的政治压力，并与媒体合作，使这一问题始终处于前沿。由于全球公众的这种无与伦比的参与，以及他们在游说这一倡议方面的成功，大学政治学和法律系经常研究导致渥太华进程的社会历史倡议，认为这是和平民主表达力量的一个领先的现代例子，也是在裁军问题上或更广泛地动员的一种方法。

### 乔迪·威廉斯与国际禁止地雷运动
国际反地雷组织及其创始协调员乔迪·威廉姆斯在《渥太华条约》的通过中发挥了重要作用，并因这些努力共同获得了1997年诺贝尔和平奖。然而，由于确保该条约的努力在乔迪·威廉斯参与之前十多年就开始了，而且该条约是来自世界各地的许多人的共同努力，包括数百名有影响力的政治和私人领导人，一些人认为威廉斯应该拒绝亲自从1997年诺贝尔和平奖中受益。威廉姆斯本人曾表示，她认为该组织理应获得该奖项，但她没有，并强调了该运动的集体性质；作为一组女性和平奖获得者的主席，她利用自己的和平奖获得人身份，提请政府注意妇女领导的基层组织的关切。

### 沃纳·埃利希
现有资料，如斯图尔特·马斯伦对《渥太华条约》的研究和1996年发表的一篇文章表明，制定《渥太华公约》的关键人物是1995/96年奥地利外交部裁军股股长、奥地利外交官沃纳·埃利希。
他于1996年4月制定了未来条约的首稿，从而启动了这一进程，并成功地使渥太华会议于1996年10月通过了这一项目和拟议的非正统程序——在裁军谈判会议（CD）之外谈判这项公约——尽管几乎普遍反对。
这是一场艰苦的斗争。可以理解的是，这一提议被那些认为杀伤人员地雷对国防至关重要的国家拒绝了。因此，他们一再试图阻止该项目或将其引向裁谈会的死胡同。
然而，该提案也遭到了支持全面禁止的国家和非政府组织的反对，因为他们坚信实际措施比公约更有利于全面禁止。这一观点反映在1996年渥太华会议的“宗旨”中：“促进实现全面禁止杀伤人员地雷的实际努力，并建立伙伴关系，这对于建立必要的政治意愿以实现全球禁止杀伤人员雷至关重要。”但这实际上意味着全面禁止被推迟到遥远的未来：直到有一天实际努力可能使依赖反步兵地雷进行防御的国家相信反步兵地雷是无用的或适得其反的。
与沃纳·埃利希的观点不同：
至关重要的是，通过一项关于全面禁止杀伤人员地雷的国际法文书，尽快使使用杀伤人员地雷非法化，因为这不仅会约束公约缔约方，而且至少会对非缔约国产生道德影响，因为这明显与使用杀伤人员弹药是合法的这一观点相矛盾。
同样重要的是，在裁军谈判会议（裁谈会）之外的独立谈判进程中制定该条约，因为非裁谈会成员的受地雷影响国家将被排除在外，全面禁止的反对者可以立即阻止该项目，例如仅仅通过拒绝达成共识将其列入议程。
在1996年10月的渥太华会议上，埃利希为条约辩护，反对全面禁止的反对者，甚至反对红十字国际委员会（红十字委员会）和国际禁止地雷运动（禁雷运动）等主要人道主义组织，这些组织一开始认为该项目为时过早，是诽谤，甚至是浪费时间。他最终克服重重困难，特别是由于加拿大外交部长劳埃德·阿克斯沃西的鼓舞和及时支持，成功地使他的项目得到了裁谈会的认可：奥地利的任务是起草谈判文本，这些谈判将按照提议在独立谈判进程中举行，这一程序后来被称为“渥太华进程”。
他在1996年底离开裁军部门成为奥地利驻伊朗伊斯兰共和国大使之前的第三份也是最后一份草案被称为“奥地利第一份草案”，并作为以下谈判的基础，最终于1997年12月通过了条约。

### 加拿大的排雷行动
加拿大地雷行动组织源于加拿大非政府机构对地雷和集束弹药迅速蔓延的影响所做的努力。该组织通过动员加拿大人要求采取行动，成功地引起了加拿大政府对禁令呼吁的积极关注。到1996年，持续不断的公民行动促使加拿大外交和国际贸易部部长阿克斯沃西与加拿大地雷行动组织和国际禁止地雷运动合作。这反过来又导致加拿大政府挑战其他国家在一年内谈判并签署一项禁止地雷的条约。这一行动呼吁直接导致一年后于1997年12月签署了《关于禁止使用、储存、生产和转让杀伤人员地雷及销毁此种地雷的公约》，通常被称为“禁雷条约”。加拿大地雷行动组织由医生促进全球生存组织主办，瓦莱丽·沃明顿担任主席

### 威尔士王妃戴安娜
一旦进入条约的最后阶段，《渥太华条约》就得到了威尔士王妃戴安娜的热烈拥护。1997年1月，她访问了安哥拉，并在雷区附近行走以彰显其危险。1997年1月，安哥拉的人口约为1000万，内战遗留的地雷约有1000万至2000万枚。1997年8月，她与地雷幸存者一起访问了波斯尼亚。她在地雷方面的工作侧重于儿童的伤亡。几周后，她的不幸去世推动了她所珍视的事业在世界舞台上向前发展，正如时代杂志1997年9月版所报道的那样，“她去世后，该条约……呈现出对戴安娜及其事业的人道主义纪念的光彩。”1998年，英国下议院对《地雷法案》进行二读时，外交大臣郭偉邦赞扬了戴安娜，并赞扬了她在地雷问题上的工作。

### 劳埃德·阿克斯沃西
劳埃德·阿克斯沃西在加拿大外交事务部（1996-2000年）的工作中，因其对“人的安全”概念的推进，包括《渥太华条约》和国际刑事法院的建立而闻名于世（并在某些方面受到批评）。

### 鲍比·穆勒
鲍比·穆勒是美国的一位和平倡导者。他作为一名年轻的士兵参加了越南战争，从越南回来后，穆勒开始为退伍军人的权利而工作，并成为一名和平活动家。此后，穆勒于1978年创立“美国越战退伍军人协会”（VVA），并于1980年成立“美国越战退伍军人基金会”（VVAF）。VVAF共同创立了国际反地雷组织，该运动获得了1997年诺贝尔和平奖。